# BMW R 1200 RT K52
Die BMW R 1200 RT ist ein vollverkleidetes Motorrad des Fahrzeugherstellers BMW. Der Tourer wurde am 10. November 2013 auf der Motorradmesse EICMA in Mailand präsentiert.  Der Nachfolger der BMW R 1200 RT (K26) wurde ab Februar 2014 vertrieben und im Oktober 2018 durch die optisch nahezu identische BMW R 1250 RT abgelöst. Wie alle Modelle der R-Reihe wurde das Motorrad von einem Boxermotor angetrieben und im BMW-Werk Berlin in Spandau hergestellt. Das Suffix RT steht für Reisetourer, der Werkscode lautet K52.
Nach der R 100 RT (1978–1984), R 100 RT Classic (1987–1996), R 1100 RT (1995–2001), R 1150 RT (2001–2004) und R 1200 RT (2005–2013) ist die K52 bereits die sechste Generation der seit 1978 produzierten RT-Baureihe.

## Entwicklung
Die K52 ist gegenüber dem gleichnamigen Vorgängermodell vollständig neu entwickelt unter der Leitung des Projektmanagers Raimund Brandl. Die Baugruppen Cockpit, Lichtanlage und Windschild-Kinematik stammen vom Tourer BMW K 1600 GT. Der luft- und flüssigkeitsgekühlte Zweizylindermotor wurde von der Reiseenduro BMW R 1200 GS K50 übernommen, die Kurbelwelle (7004 statt 6189 Gramm) und der Lichtmaschinenrotor erhielten jedoch größere Schwungmassen zugunsten einer besseren Laufruhe. Das Drehzahlniveau wurde tourertypisch durch eine längere Sekundärübersetzung abgesenkt. Das Chassis der RT basiert ebenfalls auf dem Gitterstahlrohrrahmen der GS.

## Konstruktion

### Antrieb
Der luft- und wassergekühlte Zweizylindermotor erzeugt aus 1170 cm³ Hubraum eine Nennleistung von 92 kW (125 PS) und ein maximales Drehmoment von 125 Nm bei einer Drehzahl von 6500 min−1. Die zwei gegenüber liegenden Zylinder des Boxermotors haben eine Bohrung von 101 mm Durchmesser, die Kolben einen Hub von 73,6 mm bei einem Verdichtungsverhältnis von 12,5:1. In den zwei Zylinderköpfen des Viertaktmotors rotieren jeweils zwei zahnradgetriebene, obenliegende Nockenwellen (DOHC), die über Schlepphebel zwei Einlass- und zwei Auslassventile ansteuern. Das klauengeschaltete Getriebe hat sechs Gänge mit Schrägverzahnung und kann wahlweise mit einem Schaltautomaten auch ohne Betätigung der Nasskupplung bedient werden.
Das Motorrad beschleunigt in 3,8 Sekunden von 0 auf 100 km/h und erreicht eine Höchstgeschwindigkeit von 225 km/h.

### Fahrwerk

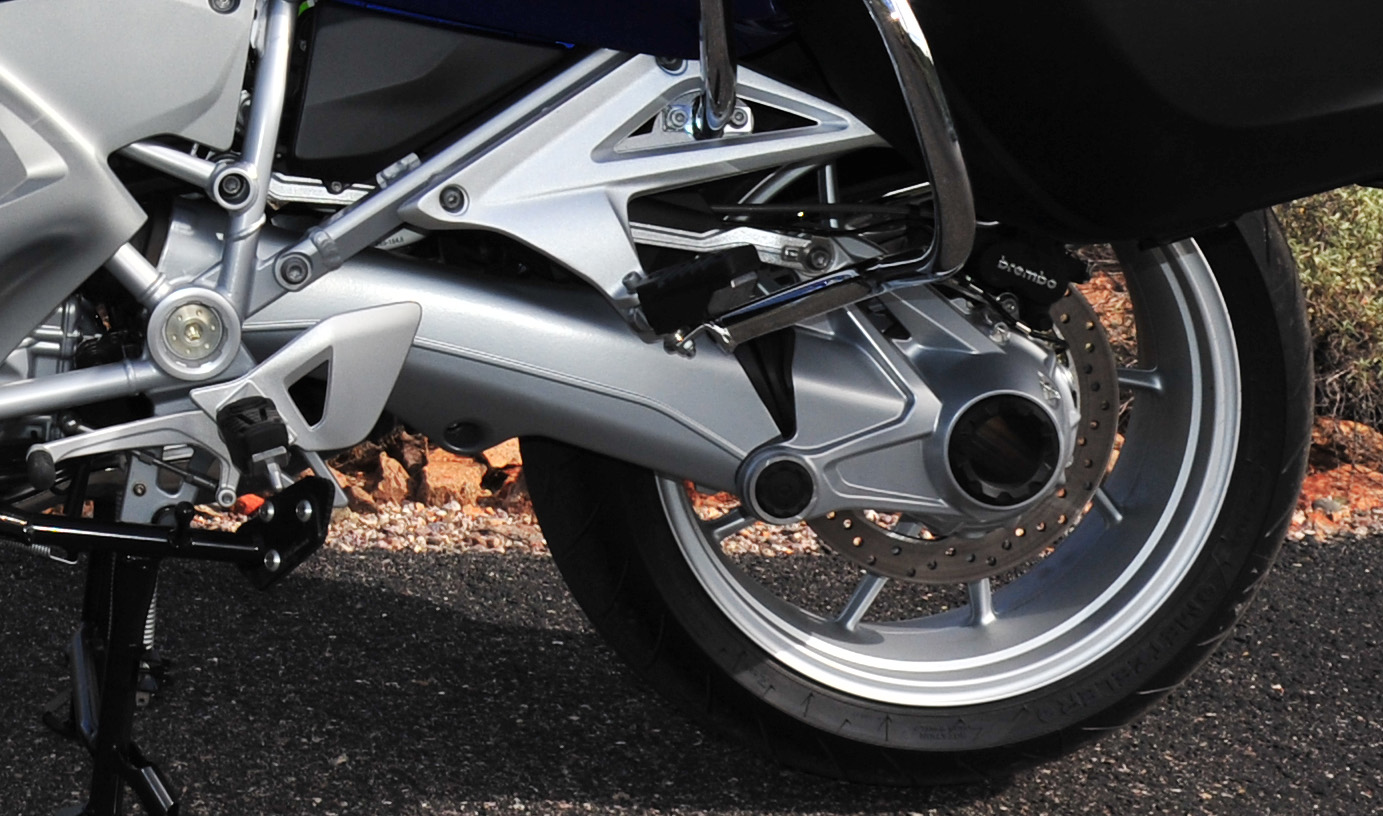
Hinterradaufhängung mit Paralever

Das Fahrwerk besteht aus Vorder- und Heckrahmen mit mittragender Motor-Getriebe-Einheit. Der Lenkkopfwinkel beträgt 63,6 Grad, der Nachlauf 116 mm. Die Fahrwerkseinstellung kann elektronisch über die Federvorspannung und Dämpfung in neun Stufen verändert werden. Die teilintegrale Dreischeiben-Bremsanlage verzögert das Motorrad mit durchschnittlich 9,8 m/s² in 39,5 Metern von 100 km/h in den Stand. Das serienmäßige teilintegrale Antiblockiersystem regelt das Bremsverhalten in kritischen Situation. Das Vorderrad ist mit einem Dreieckslenker und einem Schiebegelenk an der Gabel (Telelever), das Hinterrad an einer Einarmschwinge aufgehängt (zusammen mit einem Lenker zur Aufnahme der Reaktionskräfte des integrierten Kardanantriebs: „Paralever“). Die Bereifung hat vorn die Maße 120/70 ZR 17 und hinten 180/55 ZR 17. Der Wendekreis hat einen Durchmesser von 5,3 Meter. Fahrfertig und vollgetankt wiegt der Tourer 274 kg. Die maximale Zuladung beträgt 213 kg. Die zwei Seitenkoffer haben ein Stauvolumen von jeweils 37 Litern.

### Kraftstoffsystem
Der Kraftstofftank fasst 25 Liter, von dem ca. 4 Liter Reserve sind. Die Zeitschrift Motorrad ermittelte einen durchschnittlichen Kraftstoffverbrauch von 4,9 Liter auf 100 km, wodurch sich eine theoretische Reichweite auf Landstraße von knapp über 500 km ergibt. Der Hersteller empfiehlt Superbenzin mit mindestens 95 Oktan zu tanken. Ein geregelter Drei-Wege-Katalysator behandelt das Abgas nach.  Damit unterschreitet das Motorrad die Schadstoffgrenzwerte der Abgasnorm Euro-3. Seit 2017 erfüllt der Motor die Abgasnorm Euro-4.

## Kritiken
Thomas Schmieder kritisiert in der Fachzeitschrift Motorrad den „Schaltschlag beim Einlegen des ersten Ganges“, durch den Lenkungsdämpfer verursachte „minimale Taumelbewegungen“ bei „Schleichfahrt“ und das nicht „übermäßig fein ansprechende“ Federbein an der Hinterradaufhängung.

„Zahlreiche elektronische Helferlein und hochwertige Ausstattungsmerkmale wie das 5,7 Zoll große TFT-Farbdisplay oder das serienmäßige Audiosystem werten die neue RT weiter auf, ohne am traditionellen Konzept zu rütteln: Es gibt wohl kaum einen Tourer, der seine Besatzung so komfortabel, souverän und gleichzeitig agil von A nach B bringt.“

„K 1600 und RT haben Gemeinsamkeiten. Sie fahren nicht so, wie sie aussehen, nämlich leichtfüßiger, wendiger als zu vermuten – die RT noch mehr als die 1600er. Der Reiseboxer ist mit 274 Kilo für diese Kategorie Motorrad recht leicht, mit dem neuen Fahrwerk nach unserem ersten Eindruck noch handlicher als die Vorgängerin und zugleich stabil.“

“The low center of gravity provided by the flat-twin engine allows the RT to feel much lighter and less intimidating than other 587-pound bikes might. The seat is not significantly lower than the GT’s, but the RT is narrower between the rider’s legs; and that, along with the light feel, gives shorter, smaller riders added confidence, especially when stopped. […] All of this combines to make the R1200RT an extremely competent, thoroughly enjoyable motorcycle. Among the rest of the offerings in the wide and ever-expanding realm of sport-tourers, it ranks right up there with the best of them. But it gets the job done in its own inimitable way, using composure and subtlety to sneak up on excellence rather than sheer size and banshee-wail rpm to stampede it.”

„Durch den niedrigen Schwerpunkt, der sich aus dem liegenden Boxermotor ergibt, fühlt sich die RT viel leichter und weniger einschüchternd an als vergleichbare 276 kg schwere Motorräder. Der Sitz ist nicht deutlich niedriger als bei der GT, doch die RT ist schmaler zwischen den Fahrerbeinen; und dies, zusammen mit dem Gefühl von Leichtigkeit, gibt kleineren und schmaleren Fahrern zusätzliches Vertrauen, insbesondere beim Anhalten. […] All dies zusammen macht die R1200RT zu einem extrem kompetenten, uneingeschränkt angenehmen Motorrad. Zwischen den restlichen Angeboten in dem weiten und stetig wachsendem Marktsegment der Sporttourer rangiert sie zwischen den besten von ihnen. Doch sie erledigt ihren Job in ihrer eigenen unnachahmlichen Weise, setzt auf Gelassenheit und Finesse statt auf schiere Größe und kreischende Drehzahlen, um sich der Spitzenleistung anzunähern.“